# الراسينج الجامعي للجزائر
الراسينج الجامعي للجزائر (بالفرنسية:Racing universitaire d'Alger) فريق رياضي سابق متعدد التخصصات أسس سنة  1927 في الجزائر العاصمة.

## فروع الفريق
- فرع كرة القدم
- فرع كرة السلة
- فرع الريجبي
- فرع العاب القوى
- فرع المبارزة
- فرع كرة اليد
- فرع الهوكي
- فرع السباحة
- فرع التجديف
- فرع الكرة الطائرة

### بطولات فريق كرة القدم

#### بطل رابطة الجزائر العاصمة
1934, 1935, 1939

#### بطل كأس شمال أفريقيا
1932, 1935, 1937 1939.

## ألبير كامو
في شبابه تولى البير كامو، الوحيد من مواليد الجزائر العاصمة الحائز على جائزة نوبل، منصب حارس مرمى فريق الراسينج لكرة القدم، واعترف بالأثر العميق الذي تركته تجربة ممارسة كرة القدم في اعتباراته الأخلاقية، الذي عبر عنه في جملته المشهورة «كل ما اعرفه عن الأخلاق، أدين به لكرة القدم», لكن بعد أول اعراض مرض السل، الذي داهمه لما كان عمره 17 سنة، اضطر للتخلي عن حلم الأحتراف الكروي.

## دورة المدعويين للجزائر
في عام 1936 شارك الراسنج كممثل للمدينة في دورة المدعويين التي أحتوت أربعة فرق:
لعبت البطولة في الملعب البلدي لمدينة الجزائر، وشارك فيها:
- كويين اوف ذي ساوث، ممثل أسكتلندا
- نادي كرة القدم لفلوريانا، ممثل مالطا
- راسينج سانتندر، ممثل إسبانيا
- فريق راسنج جامعة الجزائر

أقيمت المبارات بعد فوز الراسينج ببطولة شمال أفريقيا وكأس شمال افريقيا،
فاز فريق كوين أف ذي ساوث على الراسنج بهدفين لهدف، والتفى براسنج سانتندر الذي هزمه أيضا مما أعلن كوين اوف ذي ساوث بطلا للدورة.

## وصلات خارجية
تاريخ فريق الراسنج على موقع الجي روا

## ببليوغرافيا
ميكايل مانشون: تاريخ فريق راسنج الجزائر العاسمة من 1927 ألى 1962 ((ISBN 978-2-906431-83-6)